# 密厳院 (吉川市)
密厳院（みつごんいん）は、埼玉県吉川市にある真言宗系の単立寺院。

## 歴史
鎌倉時代に開山された。その後、1439年（永享11年）に澄善僧正によって中興された。醍醐寺報恩院の末寺である。
1601年（慶長6年）、伊奈忠次より新田開発成就の祈祷を命じられ、無事成就したことから寺領10石が与えられている。

## 文化財
- 密厳院のイチョウ（埼玉県指定天然記念物 昭和47年3月28日指定）[3]
- 地蔵菩薩立像（吉川市指定文化財 平成16年3月24日指定）[4]
- 観音菩薩坐像（吉川市指定文化財 平成16年3月24日指定）[4]
- 妙見菩薩立像（吉川市指定文化財 平成16年11月26日指定）[4]
- 祐辨和尚坐像（吉川市指定文化財 平成16年11月26日指定）[4]

## 交通アクセス
- 吉川駅より徒歩14分。